# Peter Møller (basketballspiller)
 For alternative betydninger, se Peter Møller. (Se også artikler, som begynder med Peter Møller)
Peter Møller (født 31. marts 1994) er en dansk landsholdsspiller i basketball. Han spiller til dagligt i den sydfynske klub Svendborg Rabbits. Han er tidligere kåret til årets talent i dansk basketball i sæsonen 2013/2014, hvor han spillede for sin ungdomsklub Værløse. Peter har fået hele sin basketballopvækst i Værløse hvor han spillede fra han var 8 år til han var 19 år. Herefter skrev han under på sin første udenlandske kontrakt i USA med universitetsholdet Liberty University. Efter 1 år på Liberty University skiftede han til universitets holdet Metropolitan State University of Denver. Peter fik debut på A-Landsholdet i en alder af blot 18 år.